# People’s Liberation Army of Namibia
Die People’s Liberation Army of Namibia (PLAN; zu Deutsch etwa Volksbefreiungsarmee Namibias) war eine paramilitärische Einheit in Südwestafrika, dem heutigen Namibia. Sie war der militärische Arm der SWAPO (damals South-West Africa People’s Organisation) im namibischen Befreiungskampf, die seit der Unabhängigkeit Namibias 1990 die Regierung im Land stellt.

## Geschichte
Die Absicht zur militärischen Ausbildung von Kombattanten fiel im Exil. Eine Gruppe von 1962 in Daressalam versammelten südwestafrikanischen Widerstandsakteuren unter Mitwirkung von Sam Nujoma verständigten sich auf einen Ausbildungsplan von Mitgliedern der SWAPO und SWANU. Sie nannte die Truppe zunächst South West Africa Liberation Army (SWALA).
Die ersten Guerilla-Aktivitäten begannen 1965 mit kleinen Sabotageaktionen. Eine militärische Suborganisation gründete die SWAPO 1966 unter dem Namen South-West African Liberation Army (SWALA). Ihr erster Kommandeur war Tobias Hanyeko. Er starb 1967 am Kwando im Caprivizipfel bei einem Feindkontakt mit der South African Defence Force. Ihm folgte in gleicher Funktion Dimo Hamaambo, dessen Stellvertreter Salomon Hawala war. Das Hauptoperationsgebiet auf dem Territorium von Südwestafrika waren die Northern zone (Kavango und Ovamboland), die Central zone (Grootfontein-Distrikt), die Northeastern zone (Caprivizipfel) und die Northwestern zone (Kaokoveld).
Die südafrikanischen Besatzungsbehörden reagierten auf die ersten Sabotageakte empfindlich und umgehend. Die Sicherheitsgesetzgebung Südafrikas wurde mit dem General Law Amendment Act (Act No. 62 / 1966) auf Südwestafrika ausgedehnt. In der Praxis konnte durch Polizeibehörden jede Person ohne Haftbefehl in Arrest genommen werden, von der man annahm, dass sie ein „Terrorist“ sei. Der damalige Vizeminister für Justiz, Polizei und Strafvollzug erklärte im September 1966, dass nach seinen Informationsquellen diese „Terroristen“ auf einer Route von Tansania über Sambia und Südangola in das Ovamboland kamen. Sie sollen mit automatischen Waffen, vermutlich aus russischer und chinesischer Herkunft, ausgestattet gewesen seien. Zudem sollen diese Paramilitärs beachtliche Kenntnisse im Umgang mit Sprengstoffen, Guerillakriegsführung und über Kartographie besitzen. Der Vizeminister könne seiner Einschätzung nach nicht ausschließen, dass noch mehr militante Gruppen auf die bisherige Weise „unsere Grenze“ überqueren. „Afrikanische Terroristen“ würden in der VAR, in „Russland“, Algerien, Nordkorea, Kongo-Brazzaville, Ghana, Äthiopien, Kuba, „Rot-China“ und Tansania ausgebildet.
Bezüglich der verstärkt einsetzenden Guerillaaktivitäten in Südwestafrika kam es am 13. April 1967 in der südafrikanischen Nationalversammlung zu einer Regierungserklärung durch den damaligen Vizeminister für Polizei Lourens Muller, wobei er auf die Geschichte dieses bewaffneten Widerstands einging. Demnach hatten sich 1962 in Daressalam SWAPO-Führer zu einer Konferenz getroffen, in deren Verlauf sie den Beschluss fassten, künftig Stammesangehörige der Ovambo nach Tansania und in andere Länder zu entsenden. Die ausgewählten Personen sollten hierdurch ein Training in Guerillataktiken, Anschlägen und Sabotageaktionen durchlaufen. Der Zweck dieser Instruktionen sollte nach Einschätzung des Vizeministers in der Untergrabung und letztendlich in der Übernahme der Regierung von Südwestafrika mit Unterstützung „kommunistischer Staaten“ bestehen. Tatsächlich kam es später zur Ausbildung von SWAPO-Personal neben weiteren Teilnehmern vom PAC und ANC im Kongwa Camp bei Daressalam. Der Beschluss von 1962 wird in einigen Publikationen als Gründungsjahr der PLAN angesehen.
Als 1975 die MPLA in Angola an die Macht kam, boten sich der SWAPO auf politischen, humanitären und militärischen Handlungsfeldern erweiterte Möglichkeiten, wodurch auch das Netz der von ihr betriebenen Ausbildungscamps und Stützpunkte erweitert werden konnte. Zusätzlich erhielt die SWAPO umfassende Unterstützung der neuen angolanischen Regierung. Begünstigt wurde diese Konstellation durch die Tatsache, dass Angola kaum Rücksichten auf einen eventuellen Schaden in der wirtschaftlichen Kooperation mit Südafrika nehmen musste, da es eine solche nur in wenigen Punkten (beispielsweise das Cunene-Projekt) gab. Für die südafrikanische Besatzungspraxis und strategische Afrikapolitik hatte dieser Wechsel enorme Auswirkungen. Die potenzielle Front für militärische Konflikte mit der PLAN und anderen Gegnern verlief nun entlang der angolanisch-südwestafrikanischen Grenze vom Atlantik bis zur Grenze mit Sambia im Caprivizipfel über eine Länge von 1600 Kilometern. Die südafrikanischen Streitkräfte übernahmen von den bisher zuständigen Einheiten der SAP die Kontrolle der gesamten Grenzzone.
Militärische Unterstützung erhielt die SWAPO nicht nur von der angolanischen Seite, sondern auch aus dem African Liberation Committee der OAU. Dadurch konnten tausende Kämpfer in anderen afrikanischen Staaten ausgebildet und ausgerüstet werden. Im Verlauf ihrer Geschichte unterhielt PLAN bilaterale Kontakte mit China, Jugoslawien, Kuba, Nordkorea, Rumänien und der Sowjetunion.
Die SWAPO führte politisch und militärisch das Land im Rahmen des namibischen Befreiungskampfes in die Unabhängigkeit. Mit Wirkung vom 21. März 1990 wurden PLAN-Angehörige in die Namibian Defence Force integriert.

## Bekannte Mitglieder

### Befehlshaber
Kommandeure
- Tobias Hainyeko (1962–1967)
- Dimo Hamaambo (1967–1990)

SWAPO-Verteidigungssekretär
- Peter Nanyemba (1970–1983)
- Peter Mweshihange (1983–1990)

Vorsitzender des SWAPO-Militärrates
- Peter Nanyemba (1961(1977)–1982)
- Sam Nujoma (1982–1990), Gründungspräsident Namibias

### Sonstige
- Hidipo Hamutenya
- Joel Kaapanda
- Frans Kapofi
- Ben Ulenga